# HMCS Valleyfield
HMCS Valleyfield (K329) – kanadyjska fregata z okresu II wojny światowej, jedna ze 135 zbudowanych jednostek typu River. Okręt został zwodowany 17 lipca 1943 roku w stoczni Morton Engineering and Dry Dock Company w Québec, a do służby w Royal Canadian Navy wszedł 7 grudnia 1943 roku z numerem burtowym K329. Podczas działań wojennych HMCS „Valleyfield” uczestniczył w eskorcie czterech konwojów. Jednostka została zatopiona 7 maja 1944 roku, storpedowana przez niemieckiego U-Boota U-548 nieopodal St. John’s.

## Projekt i budowa
Projekt okrętu powstał na skutek konieczności budowy jednostek eskortowych przeznaczonych do ochrony konwojów o lepszych parametrach od korwet typu Flower, budowanych masowo w początkowym okresie II wojny światowej. Bazując na rozwiązaniach konstrukcyjnych tych ostatnich, inżynier William Reed zaprojektował jednostki znacznie dłuższe, szersze, wyposażone w siłownię o większej mocy z dwiema śrubami (lecz nadal była to maszyna parowa, znacznie tańsza od nowocześniejszych turbin parowych), co w konsekwencji spowodowało wzrost zasięgu, dzielności morskiej, prędkości i ilości przenoszonego uzbrojenia. Wykorzystanie cywilnych metod budowy i podzespołów dało możliwość masowej i taniej produkcji okrętów nawet w małych stoczniach, w wyniku czego powstało aż 135 fregat typu River. Nowy typ jednostki zwalczania okrętów podwodnych był pierwszym, który został sklasyfikowany jako fregata.
HMCS „Valleyfield” zbudowany został w stoczni Morton Engineering and Dry Dock Company w Québec. Stępkę okrętu położono 30 listopada 1942 roku, a zwodowany został 17 lipca 1943 roku .

## Dane taktyczno-techniczne
Okręt był oceaniczną fregatą, przeznaczoną głównie do zwalczania okrętów podwodnych. Długość całkowita wynosiła 91,8 metra (86,3 metra między pionami), szerokość 11,2 metra i zanurzenie maksymalne 3,89 metra . Wyporność standardowa wynosiła pomiędzy 1310 a 1460 ton, a pełna 1920–2180 ton . Okręt napędzany był przez dwie maszyny parowe potrójnego rozprężania o łącznej mocy 5500 KM, do których parę dostarczały dwa trójwalczakowe kotły Admiralicji . Dwuśrubowy układ napędowy pozwalał osiągnąć prędkość 20 węzłów . Okręt zabierał maksymalnie zapas 646 ton mazutu, co zapewniało zasięg wynoszący 7200 Mm przy prędkości 12 węzłów (lub 5400 Mm przy prędkości 15 węzłów) .
Uzbrojenie artyleryjskie jednostki składało się z dwóch pojedynczych dział uniwersalnych kal. 102 mm (4 cale) QF HA Mark XIX L/40 . Uzbrojenie przeciwlotnicze składało się z 4–6 pojedynczych działek automatycznych Oerlikon kal. 20 mm Mark II/IV L/70 . Broń ZOP stanowiły: miotacz Hedgehog oraz osiem miotaczy i dwie zrzutnie bomb głębinowych (z łącznym zapasem do 150 bg) . Wyposażenie radioelektroniczne obejmowało radary Typ 271 lub 272, 291 oraz sonary .
Załoga okrętu składała się z 140 oficerów, podoficerów i marynarzy .

## Służba
Okręt wszedł do służby w Royal Canadian Navy 7 grudnia 1943 roku, otrzymując numer taktyczny K329. Podczas wojny jednostka uczestniczyła w eskorcie czterech konwojów: XB-96 (luty 1944 roku), SC-154 (marzec), ONS-32 (marzec – kwiecień) i ON-234 (kwiecień – maj) .
HMCS „Valleyfield”, płynący w eskorcie konwoju ON-234, został zatopiony rankiem 7 maja 1944 roku nieopodal St. John’s na pozycji 46°03′N 52°24′W/46,050000 -52,400000, trafiony torpedą akustyczną T-V Zaunkönig I wystrzeloną przez niemieckiego U-Boota U-548. Przełamany na pół okręt zatonął w kilka minut, a w katastrofie zginęło 125 członków załogi (korwety z Grupy Eskortowej C-1 uratowały jedynie 38 rozbitków).